# Museu de Xi'an
Museu de Xi'an (xinès simplificat: 西安博物院, pinyin: Xī'ān Bówùyuàn) és un museu ubicat al districte de Beilin, a Xi'an, la capital de la província de Shaanxi,a la Xina. El Museu va ser oficialment inaugurat el 18 de maig de 2007, Dia Nacional dels Museus, amb una inversió total de 220 milions de RMB i una superfície total de 160.000 metres quadrats. El complex inclou tres parts: el museu pròpiament dit, la zona històrica de la Xiaoyan Ta de l'era Tang i el temple de Jianfu i els jardins del museu.
El 2012, el Museu de Xi'an va ser avaluat per l'Administració Nacional del Patrimoni Cultural i fou inclòs en el lot de dos dels museus nacionals de primer grau de la Xina.

## Exposicions
La secció expositiva té una superfície de més de 16.000 metres quadrats i les exposicions ocupen més de 5.000 metres quadrats. El disseny de la secció d'exposicions va ser dirigit per Zhang Jinqiu, un acadèmic de l'Acadèmia Xinesa d'Enginyeria. La col·lecció del museu inclou 130.000 artefactes, inclosos més de 14.400 que es consideren artefactes preciosos de tercer nivell nacional o superior.

## Temple Jianfu
El temple Jianfu és un famós temple imperial de la dinastia Tang que va ser destruït en gran part en el caos de la tarda dinastia Tang, deixant només la pagoda de l'oca salvatge. La xicoteta pagoda de l'oca salvatge, anomenada originalment Pagoda del temple Jianfu, fa 43,4 metres d'alçada i 11,38 metres de llarg a la seva base. Conserva l'estil i les característiques de la primera dinastia Tang. L'any 1961 va ser declarat Gran Conjunt Històric i Cultural Protegit a Nivell Nacional pel Consell d'Estat. L'astrònom de la dinastia Tang, Yi Xing, va practicar el budisme al temple amb Śubhakarasiṃha i Vajrabodhi.